# Yên Bái (stad)
Yên Bái is een stad in Vietnam en is de hoofdplaats van de provincie Yên Bái. Yên Bái ligt aan de Rode Rivier ongeveer 160 km. ten NW van Hanoi . Telt naar schatting 107.000 inwoners.

## Geschiedenis
Hier brak in 1930 de eerste opstand uit tegen de Franse koloniale overheersing. De muiterij van een Vietnamees garnizoen tegen hun Franse officieren mislukte en werd hard neergeslagen. De leiders werden met de guillotine terechtgesteld. In haar brief "Lettre aux Indochinois" (Brief aan de Indochinezen) schreef de Joods-Franse filosofe Simone Weil over de koloniale onderdrukking, waaraan de plaatselijke bevolking werd bloot gesteld en waarvan zij had kennisgenomen en hoe zij zich daar sindsdien over schaamde.
In 1931 werden de deelnemers aan de muiterij verbannen naar Frans-Guyana. 395 Annamieten werden opgesloten in Bagne des Annamites waar ze een spoorlijn moesten bouwen. Het kamp werd in 1944 gesloten. In 1946 kwam de eerste groep vrij, maar sommigen hebben tot 1953 gevangen gezeten.